# Козачий єгерський дивізіон Бем (Третій Рейх)
Козачий єгерський дивізіон «Бем» (нім. Kosaken-Jäger-Abteilung "Behm", рос. Казачий егерский дивизион "Бем") — військовий підрозділ Вермахту періоду Другої світової війни, що комплектувався колаборантами козаками.

## Історія
Козачий розвідувальний дивізіон був сформований у складі 97-ї єгерської дивізії генерала Ернста Руппа влітку 1942 на початковому етапі Битви за Кавказ (точний час створення невідомий). З серпня 1942 він діяв на тилових комунікаціях дивізії проти партизан на південний-захід від Майкопу. Після відступу дивізій Вермахту з Кавказу батальйон переформатували наприкінці 1942 у Козачий єгерський дивізіон «Бем». У травні-червні 1943 дивізіон знову переформатували у II-й кінний дивізіон VI-го Терського Козачого кінного полку 1-ї козачої дивізії кавалерії генерала Гельмута фон Паннвіца.